# Josep Molins i Lanas
Josep Molins i Lanas (La Jonquera, 1873 - Santa Coloma de Farners, 10 de gener del 1924) va ser un músic i compositor de sardanes.

## Biografia
Va ser professor de música a Palamós. També exercí de músic, i dirigí la cobla "la Principal de Farners". En la seva faceta de compositor, a començaments del segle XX va tenir tanta fama com Pere Mercader, Vicenç Bou o Josep Saderra, encara que modernament les seves obres hagin caigut en l'oblit. Per les seves qualitats, també havia instrumentat sardanes escrites per altres autors, com el palamosí Remigi Tauler i Mauri (1867-1923).

## Obres
Selecció
- Ball de la quadrilla, per a cobla
- Els indiscrets[5]

### Sardanes
| - A tota vela - Aurora (1905), obligada de tenora i fiscorn - Bona parella (1912), enregistrada - La cantaire de Farners, enregistrada - Capvesprades (1912) - Colometa - El dot de la pagesa (1905) - L'enamoradissa, per a piano - L'engrescadora (1916?), enregistrada - Enveja, obligada de tible - Flors del Montseny - La gatzara - La gitana (1908?) | - Himne a l'Empordà - Hivernenca, enregistrada - Ingrata! (1908?) - Margaridó - Mariona - Matinal - El pastor enamorat - Plàtica (1909) - Prometatge (1909) - Repics de campanas, enregistrada - Rosa de maig (1922), obligada de tenora - La Roser, enregistrada - Violetes boscanes (1907) |